# Eleutherodactylus counouspeus
Espèce
Statut de conservation UICN

 EN B1ab(iii) : En danger
Eleutherodactylus counouspeus est une espèce d'amphibiens de la famille des Eleutherodactylidae.

## Répartition
Cette espèce est endémique d'Haïti. Elle se rencontre de 300 à 760 m d'altitude dans le massif de la Hotte.

## Description
Les femelles mesurent jusqu'à 57 mm.

## Publication originale
- Schwartz, 1964 : Three new species of frogs (Leptodactylidae, Eleutherodactylus) from Hispaniola. Breviora, no 208, p. 1-15 (texte intégral).